# Phrynetopsis
Phrynetopsis es un género de escarabajos longicornios de la subfamilia Lamiinae. Fue descrito por Hermann Julius Kolbe en 1893.

## Especies
- Phrynetopsis fuscicornis (Chevrolat, 1856)
- Phrynetopsis kolbei Gahan, 1909
- Phrynetopsis loveni Aurivillius, 1925
- Phrynetopsis marshalli Breuning, 1935
- Phrynetopsis principis Breuning, 1952
- Phrynetopsis thomensis Jordan, 1903
- Phrynetopsis trituberculata Kolbe, 1894
- Phrynetopsis variegata (Reiche, 1849)